# Apamea albicingulata
Apamea albicingulata là một loài bướm đêm trong họ Noctuidae.